# Carl-Friedrich Stuckenberg
Carl Friedrich Stuckenberg (* 1964 in Düsseldorf) ist ein deutscher Strafrechtswissenschaftler. Er lehrt an der Rheinischen Friedrich-Wilhelms Universität Bonn.

## Leben
Von 1984 bis 1990 studierte Stuckenberg in Bonn Rechtswissenschaften. In dieser Zeit absolvierte er auch Studien an der Universität Genf. Zudem belegte er rechtsvergleichende Kurse an der Faculté Internationale de Droit Comparé (Strasbourg, Coimbra) und der London School of Economics. 1990 legte er die Erste juristische Staatsprüfung ab. Anschließend leistete er seinen Wehrdienst bei der Bundeswehr.
Von 1991 bis 1992 nahm er an dem Graduate Program (LL.M.) der Harvard Law School teil und erwarb den LL.M. (Harvard). 1992–1993 arbeitete Stuckenberg als wissenschaftliche Hilfskraft bei Hans-Ullrich Paeffgen am Strafrechtlichen Institut der Universität Bonn. 1993–1995 nahm er eine Stelle als wissenschaftliche Hilfskraft am Rechtsphilosophischen Seminar in Bonn bei Günther Jakobs an. 1995–1997 erfolgte sein Referendariat; dabei absolvierte er seine Wahlstation am Bundesverfassungsgericht. 1997 erfolgte die Promotion mit der Dissertation Untersuchungen zur Unschuldsvermutung an der Universität Bonn. 1997 erfolgte die Zweite juristische Staatsprüfung vor dem Landesjustizprüfungsamt NRW.
Von 1997 bis 2007 war Carl-Friedrich Stuckenberg wissenschaftlicher Mitarbeiter und anschließend wissenschaftlicher Assistent bei Paeffgen. Er vertiefte in dieser Zeit seine Kenntnisse auf dem Gebiet des Strafrechts. Danach erhielt er für den Zeitraum 2001–2003 ein Forschungsstipendium der Deutschen Forschungsgemeinschaft (DFG). Im Jahre 2006 habilitierte sich Stuckenberg mit der Arbeit Vorstudien zu Vorsatz und Irrtum im Völkerstrafrecht. Versuch einer Elementarlehre für eine übernationale Vorsatzdogmatik an der Universität Bonn. Zudem erfolgte die Verleihung der Venia legendi für Strafrecht, Strafprozessrecht, Internationales Strafrecht, Strafrechtsvergleichung, Strafrechtsgeschichte und Rechtsphilosophie.
In den Jahren 2005–2008 hatte Carl-Friedrich Stuckenberg Lehrstuhlvertretungen an den Universitäten Marburg, Dresden, Münster und Greifswald. Von 2008 bis 2011 war er Inhaber des Lehrstuhls für Strafrecht, Strafprozessrecht, europäisches und internationales Strafrecht sowie Strafrechtsvergleichung an der Universität des Saarlandes. Schließlich kehrte er an die Universität Bonn zurück und ist dort seit 1. Oktober 2011 Inhaber des Lehrstuhls für deutsches und internationales Strafrecht und Strafprozessrecht, Strafrechtsvergleichung sowie Strafrechtsgeschichte. Ferner ist er Ombudsmann für Verdachtsfälle wissenschaftlichen Fehlverhaltens der Universität Bonn.

## Kontroversen
Im April 2021 veröffentlichte Carl-Friedrich Stuckenberg eine äußerst kritische und ausführliche Rezension zur Habilitationsschrift der Kölner Strafrechtslehrerin Frauke Rostalski. Die Leipziger Fachkollegin Elisa Hoven, die das Werk nach eigener Angabe zum Zeitpunkt ihrer Reaktion nicht gelesen hatte, bezeichnete die Rezension hinsichtlich des Umgangstons als „unerträglich“ und unter Verweis auf die Unterlegenheit Stuckenbergs im Bewerbungsverfahren um die Kölner Professur von Frauke Rostalski als „unredlich“ sowie als „persönliche[n] Angriff“. Tobias Freudenberg, Chefredakteur der Neuen Juristischen Wochenschrift, kritisierte eine „[b]efremdliche Art des wissenschaftlichen Diskurses“ und bezeichnete insbesondere das Fazit der Rezension als „brutal“.

## Werke (Auswahl)
- Untersuchungen zur Unschuldsvermutung. Berlin: De Gruyter, 2012 (1997). ISBN 978-3-11-015724-6.
- Vorstudien zu Vorsatz und Irrtum im Völkerstrafrecht. Versuch einer Elementarlehre für eine übernationale Vorsatzdogmatik. De Gruyter, Berlin 2011 (2007). ISBN 978-3-89949-380-1.
- Reflexões sobre o direito penal e o processo penal. Rio de Janeiro: Marcial Pons, 2021. ISBN 978-65-994688-8-9.